# ایپیرانگا
ایپیرانگا (انگلیسی: Ipiranga) شرکت نفت برزیلی است، که در سال ۱۹۳۷ تأسیس شد.